# Sicklerville
Sicklerville es un lugar designado por el censo ubicado en el condado de Camden en el estado estadounidense de Nueva Jersey. En el Censo de 2020 tenía una población de 45084 habitantes y una densidad poblacional de 993,70 habitantes por km². Fue incluido como CDP en el censo de 2020.

## Geografía
Sicklerville se encuentra ubicado en las coordenadas 39°43′02″N 74°58′10″O / 39.71722, -74.96944. Según la Oficina del Censo de los Estados Unidos,  tiene una superficie total de 45,37 km², de la cual 44,97 km² corresponden a tierra firme y 0,40 km² a agua.